# U-Bahnhof Residenzstraße

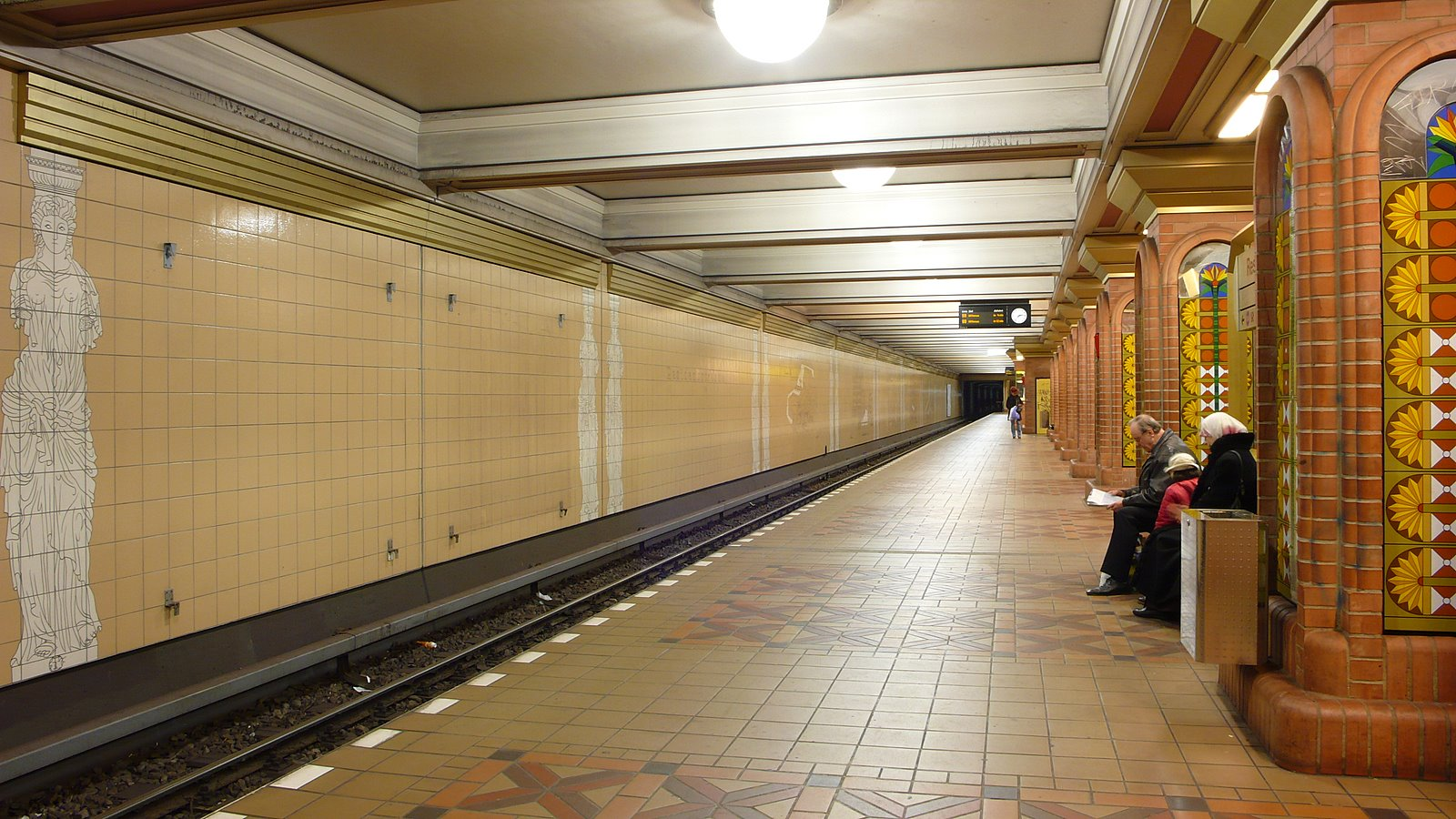
Bahnsteig

Der U-Bahnhof Residenzstraße liegt an der Linie U8 der Berliner U-Bahn. Er wurde am 27. April 1987 eröffnet, zusammen mit den Stationen Paracelsus-Bad und Franz-Neumann-Platz (Am Schäfersee) unter dem Namen Residenzstraßen-Strecke. Der Bahnhof liegt im Ortsteil Reinickendorf des gleichnamigen Bezirks und ist 746 Meter vom U-Bahnhof Franz-Neumann-Platz sowie 920 Meter vom U-Bahnhof Paracelsus-Bad entfernt. Im Bahnhofsverzeichnis der BVG trägt er die Bezeichnung RE. 
Der Bahnhof besitzt einen Mittelbahnsteig mit je einem Ausgang an den zwei Bahnsteigenden, die über Rolltreppen in Vorhallen hineinführen. Der Architekt Rainer G. Rümmler gestaltete, wie in vielen anderen U-Bahnhöfen Berlins, den Raum. Er beschäftigt sich mit Berlin als Residenz: Die Wände sind im Farbton vergilbten Papiers gehalten, auf dem Stadtansichten von Berlin aus der Befestigungszeit zu sehen sind. Die Säulen in der Mitte des Bahnsteigs haben durchgängig das gleiche Muster, das an Gestaltungen aus älteren Zeiten erinnert. Die Decke – großflächig abgegrenzte Quadrate mit halbkugelförmigen Lampen – ist denen von Residenzsälen nachempfunden.
Für den barrierefreien Zugang soll der Bahnhof bis Ende 2025 eine Aufzugsanlage erhalten.

## Anbindung
| Linie | Verlauf |
| ----- | --- |
|       | Wittenau (Wilhelmsruher Damm) – Rathaus Reinickendorf – Karl-Bonhoeffer-Nervenklinik – Lindauer Allee – Paracelsus-Bad – Residenzstraße – Franz-Neumann-Platz (Am Schäfersee) – Osloer Straße – Pankstraße – Gesundbrunnen – Voltastraße – Bernauer Straße – Rosenthaler Platz – Weinmeisterstraße – Alexanderplatz – Jannowitzbrücke – Heinrich-Heine-Straße – Moritzplatz – Kottbusser Tor – Schönleinstraße – Hermannplatz – Boddinstraße – Leinestraße – Hermannstraße |

Am U-Bahnhof bestehen Umsteigemöglichkeiten von der Linie U8 zu den Omnibuslinien 122, 125 und 327 der BVG.